# Heinz Wirsching
Heinz August Wirsching (* 11. April 1904 in Rothenburg ob der Tauber; † 4. November 2004 in Lochham, Gräfelfing) war ein deutscher Landrat im Reichsgau Sudetenland und Vorstand der Bayerischen Landwirtschaftsbank in München.

## Leben und Wirken
Er war der Sohn des Rothenburger Stadtamtmanns Hans Wirsching. Nach dem Schulbesuch studierte er Volkswirtschaft. An der Philosophischen Fakultät der Universität Erlangen promovierte er 1929 zum Dr. phil. Das Thema seiner Dissertation lautete Der Kampf um die handelspolitische Einigung Europas. Eine geschichtliche Darstellung des Gedankens der Europäischen Zollunion. Am 23. Juli 1930 legte Wirsching die große Staatsprüfung ab und trat 1931 in den bayerischen Staatsdienst ein, wo er 1933 zum Regierungsrat ernannt wurde. Er war als solcher im Bayerischen Ministerium des Innern in München tätig und der NSDAP und SS beigetreten.
Nach der Besetzung der Grenzgebiete der Tschechoslowakei aufgrund des Münchner Abkommens 1938 durch das Deutsche Reich und der Bildung des Reichsgaus Sudetenland wurde Wirsching kommissarisch als Landrat des neugebildeten Landkreises Bischofteinitz eingesetzt. Zum Geburtstag von Adolf Hitler am 20. April 1939 wurde Wirsching rückwirkend zum 1. April 1939 zum Landrat ernannt und im Mai 1939 als solcher in den Landkreis Falkenau an der Eger nach Falkenau an der Eger versetzt. 1942 wurde er an das Ministerium für Handel, Industrie und Gewerbe nach München als Oberregierungsrat versetzt und wenig später zum Kriegsdienst bei der deutschen Wehrmacht einberufen.
Nach Ende des Zweiten Weltkrieges ließ er sich 1947 in Rothenburg ob der Tauber nieder. Dort wurde er im gleichen Jahr in einem Spruchkammerverfahren als Entlasteter eingestuft. Als Rechtsrat trat er in Rothenburg in städtische Dienste und wechselte 1951 als Ministerialrat a. D. zur Bayerischen Landwirtschaftsbank in München. Dort wurde er 1955 Vorstand. 1970 trat er in den Ruhestand und schied aus dem Vorstand der Landwirtschaftsbank aus.
Er starb 2004, ein halbes Jahr nach seinem 100. Geburtstag, im Gräfelfinger Ortsteil Lochham.

## Auszeichnungen
- 1969 Verdienstkreuz der Bundesrepublik Deutschland

## Schriften (Auswahl)
- (mit Karl Abicht): Aktenplan für die Kreiskommunalverwaltung. Boorberg, Stuttgart, 1942.